# Aldarulls de Stonewall
Els aldarulls de Stonewall van ser una sèrie de conflictes violents entre la comunitat queer i la policia a la ciutat de Nova York. Els primers aldarulls van començar el 28 de juny de 1969 poc després d'un quart de dues de la matinada, quan la policia va fer una batuda a l'Stonewall Inn, ubicat al número 53 del carrer Christopher, un bar gai del barri de Greenwich Village. "Stonewall", que és com sovint es fa referència al seguit d'aldarulls, es considera el punt d'inflexió per als moderns moviments pro drets dels homosexuals arreu del món. Va ser el primer cop que un nombre significatiu d'homosexuals s'oposaven a ser arrestats. Segons l'antropòleg Marvin Harris: "enlloc d'escapolir-se en entrar la policia, els clients desallotjats es concentraren davant del bar cridant i blasmant. La multitud augmentà, i quan tragueren les persones detingudes per a carregar-les al furgó policial, una munió de tota classe d'objectes, des de monedes i pedres fins a totxos i parquímetres, plogué sobre la policia. Amb la pistola desenfundada, els agents es refugiaren al bar i demanaren reforços. Durant tres nits, volaren llambordes, es destrossaren aparadors i cremaren focs incontrolats."

## Història
Les batudes o registres a bars freqüentats per gais van ser usuals a les ciutats dels Estats Units fins a la dècada del 1960, quan es van anar tornant cada vegada menys habituals. Fins al 1965, la policia acostumava a demanar la identitat de tots els presents al moment de la batuda, el nom dels quals era publicat als diaris, de vegades. La policia feia servir qualsevol argument per a justificar els arrestos per indecència. Així, es podia considerar punible fer-se petons, tenir les mans agafades, vestir amb roba considerada del gènere contrari o, simplement, ser al bar en el moment de l'entrada de la policia.
És important tenir en compte les actituds respecte als bars d'ambient gai i els drets dels homosexuals a la ciutat de Nova York d'abans del 1969. L'any 1965, John Lindsay, liberal republicà, fou elegit alcalde de la ciutat; el mateix any, Dick Leitsch va esdevenir president de la Mattachine Society –la primera organització homòfila dels EUA– a Nova York.
A inicis del 1966, les polítiques administratives canviaren, a causa de les queixes presentades per Mattachine Society davant de les actituds policials. La nova política policial –que va reduir notablement l'arrest de gais a Nova York–, i les actuacions dutes a terme per Mattachine Society i el seu líder Leitsch –que va aconseguir que es revoqués la llei per la qual es treia la llicència de venda d'alcohol als bars que servissin conscientment a clients homosexuals–, van fer que a partir de 1966 el nombre de bars per a homosexuals creixés molt ràpidament a la ciutat de Nova York.
Per què, doncs, va ser registrat Stonewall, si els bars gais eren legals i en creixement? John D'Emilio, historiador, assenyala que la ciutat estava immersa en una campanya electoral i John Lindsay, que havia perdut les eleccions primàries, tenia raons per donar suport a una "neteja" als bars de la ciutat. A més, l'Stonewall Inn tenia un seguit de raons que el feien especialment interessant per a la policia: no tenia llicència d'alcohol, tenia relacions amb el crim organitzat i oferia un espectacle de nois gogó com a entreteniment. Una altra de les característiques que el feien especialment atraient per a la policia era el perfil dels seus clients: es tractava d'un bar freqüentat per negres i hispans, per la qual cosa s'assenyala que darrere de tot també hi havia motius de caràcter racista.
L'inspector Seymour Pine, que va dirigir la batuda la primera nit, declarà que li fou ordenat que tanqués l'Stonewall Inn perquè era la seu central on es recollia informació sobre gais que treballaven a Wall Street. Un increment recent en el nombre de robatoris en cases de corretatge de la borsa va dur la policia a sospitar que darrere d'aquells robatoris hi havia homes gais a qui es feia xantatge.
Els clients de l'Stonewall Inn estaven acostumats a aquell tipus de batudes, després de les quals es reobria, la mateixa nit o la següent. El que podria haver fet diferent la batuda d'aquell juny va ser la mort, una setmana abans, de Judy Garland, una important icona cultural amb la qual s'identificava gran part de la comunitat homosexual. El dol per la seva pèrdua va culminar el dia 27 de juny al seu funeral, al qual van assistir 22.000 persones, incloent-hi potser uns 12.000 gais. Molts dels clients de l'Stonewall encara estaven commocionats per la mort de l'actriu quan va començar la batuda, i van refusar actuar passivament. Tanmateix, els historiadors encara difereixen en la importància real de la mort de Garland, i si la seva proximitat amb els aldarulls de Stonewall fou una coincidència o no.

## Els aldarulls de Stonewall i les seves conseqüències

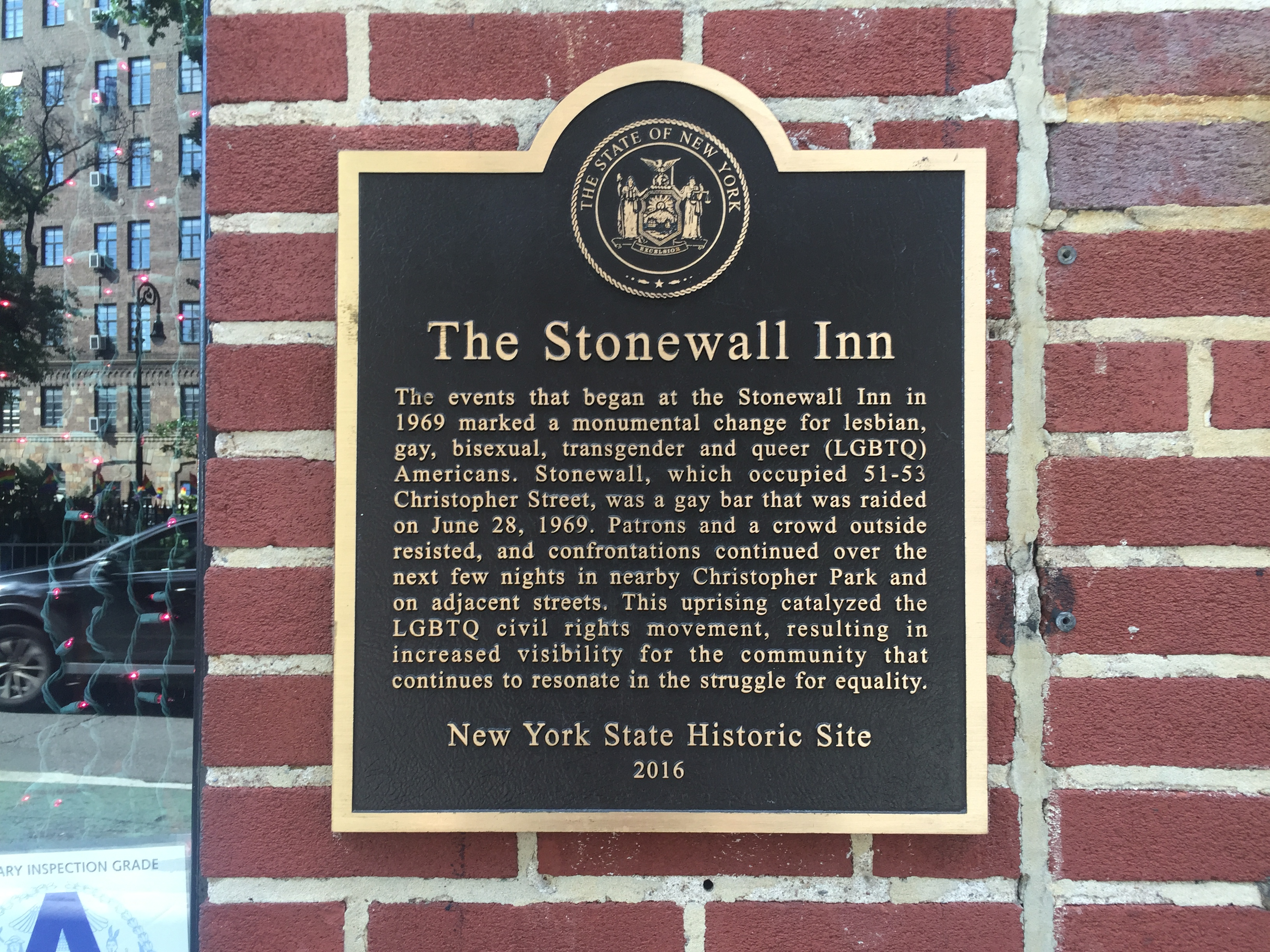
Placa commemorativa

Hi ha alguns factors que diferencien la batuda que va tenir lloc el 28 de juny d'altres que ja havien ocorregut a l'Stonewall Inn. En general, s'avisava la direcció del local abans de la batuda. A més, les batudes eren dutes a terme prou d'hora, durant la nit, com perquè després el bar retornés a la normalitat a les hores de màxima afluència. Aproximadament a un quart i cinc de dues de la matinada (1:20 a.m.), molt més tard que normalment, vuit oficials, dels quals només un anava vestit d'uniforme, van entrar al bar. Molts dels clients van poder evitar ser arrestats, ja que els únics arrestats haurien estat "aquells sense identificació, els vestits amb roba del gènere contrari, i alguns o tots els empleats" (Duberman 192).
Els detalls sobre com s'inicià l'aldarull varien segons la font. Segons un relat, una dona transsexual anomenada Sylvia Rivera va llençar una ampolla a un oficial de policia, després de ser empesa amb una porra. Un altre explica que una dona lesbiana, Stormé DeLarverie, portada cap a un cotxe patrulla a través de la multitud, va començar una baralla i la gent va seguir el seu exemple.
Fos el que fos, van començar els disturbis entre la multitud, cosa que aviat va sobrepassar la policia. Sorpresos, els oficials van entrar dins del bar per a protegir-se. Un conegut cantant de folk, Dave van Ronk, va ser agafat per la policia, entrat al bar i colpejat. Els atacs de la multitud eren implacables: alguns van intentar incendiar el local; altres utilitzaven un parquímetre com a ariet per a obligar la policia a sortir. La situació s'escampà pels voltants i molts habitants, així com clients d'altres bars, van arribar-se al lloc dels fets.
Al llarg de la nit, la policia va agafar i agredir homes considerats efeminats. Només durant la primera nit 13 persones foren arrestades, i 4 oficials de policia, així com un nombre indeterminat de manifestants, van ser ferits. Se sap, a més, que com a mínim dos dels participants en l'aldarull van ser greument agredits per la policia. Els manifestants, més de 2.000, llançaren ampolles i pedres mentre corejaven "Gay Power!", enfrontats amb els més de 400 policies desplaçats.
La policia havia enviat al lloc dels fets forces addicionals en la forma de "Tactical Patrol Force", patrulla originalment entrenada per fer front als manifestants que s'oposaven a la guerra del Vietnam. Tot i així, aquesta formació va fracassar en l'intent de dissoldre la multitud, que els rebé amb pedres i altres projectils.
Tot es va anar calmant, però la multitud va retornar la nit següent, amb menys violència però els mateixos ànims. Les escaramusses entre els manifestants i la policia van allargar-se fins a les quatre de la matinada aproximadament. El tercer dia d'aldarulls va ser 5 dies després de la batuda a l'Stonewall Inn. Aquell dimecres, mil persones es van congregar al bar i van causar desperfectes. La ràbia contra la manera com la policia havia tractat els homosexuals durant dècades sortia a la superfície.

## El llegat
Les forces latents abans dels aldarulls ja havien sortit a la llum. La comunitat creada pel moviment homòfil de les dues dècades anterior havia aconseguit l'ambient perfecte per la creació del moviment gai d'alliberament. A finals de juny, el Gay Liberation Front es formà a Nova York i s'escampà en un any per tot el país. Alhora, es crearen organitzacions similars a tot el món.
L'any següent, en commemoració dels Aldarulls de Stonewall, el Gay Liberation Front va organitzar una marxa des de Greenwich Village fins a Central Park. Entre 5.000 i 10.000 homes i dones van assistir-hi. Paral·lelament, durant el mes de juny es duen a terme moltes celebracions de l'orgull gai a tot el món, amb tot tipus d'actes de festa i reivindicació.